# Tropopause

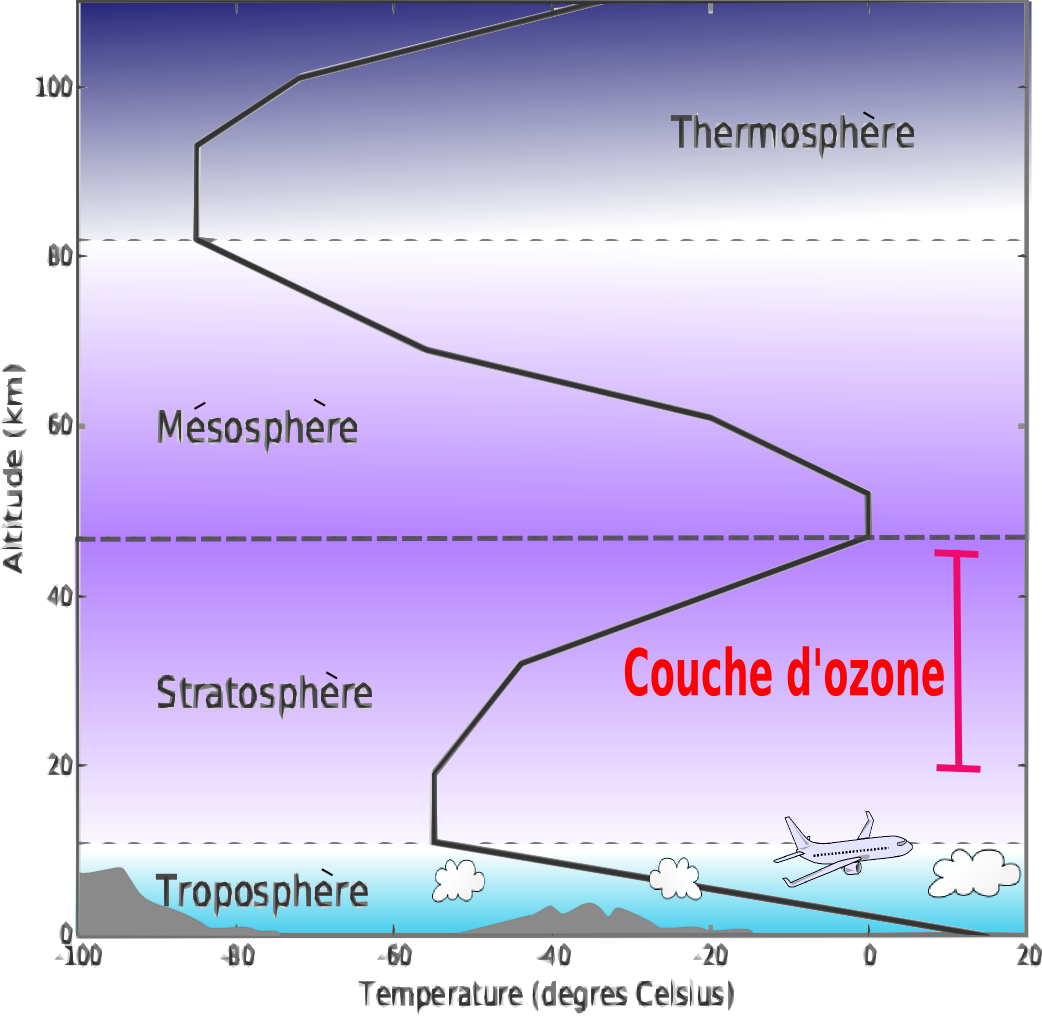
Température de l'atmosphère (en °C) en fonction de l'altitude (en km).

La tropopause est une zone de l'atmosphère terrestre qui fait la transition entre la troposphère (au-dessous) et la stratosphère (au-dessus). Elle se situe à une altitude qui diminue avec la latitude depuis environ 17 kilomètres à l'équateur jusqu'à ~9 km aux pôles, mais qui varie aussi en fonction des saisons.
Il s'agit d'une couche atmosphérique plus ou moins épaisse, où la température est stable alors qu'on observe une décroissance dans l'atmosphère à partir du sol et une augmentation par la suite dans la stratosphère à cause de l'absorption des rayons ultraviolets par l'ozone. La tropopause est ainsi la partie la plus froide de la basse atmosphère (−50 à −65 °C aux régions polaires et tempérées, jusqu'à −80 °C ou moins au-dessus des régions équatoriales).

## Description

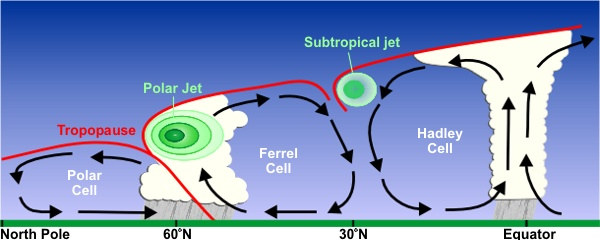
Descente de la tropopause vers les Pôles

Dans la troposphère, la température décroît avec l'altitude à raison d'environ 1 K tous les 180 mètres en moyenne. Le phénomène est dû essentiellement au fait que la troposphère est chauffée par le bas par transfert de chaleur depuis la surface continentale ou océanique, là où le rayonnement solaire de haute énergie est absorbé et réémis sous forme d'infrarouges. La chaleur de la surface se répartit ensuite verticalement par rayonnement/conduction et convection atmosphérique,. Ceci est la répartition moyenne des températures selon la verticale mais localement, les mouvements verticaux et horizontaux des masses d'air peuvent créer un profil plus complexe comportant par exemple des inversions de température.
Au contraire, dans la stratosphère (au-dessus de la tropopause), la température croît avec l'altitude dû à l’absorption du rayonnement ultraviolet du Soleil par l'ozone. La tropopause est donc une zone tampon entre les deux où se produit le changement de profil de température.

### Définition

#### Définition traditionnelle
La tropopause est la zone de transition entre la troposphère et la stratosphère. Elle est définie comme l'altitude la plus basse où le gradient thermique vertical devient plus faible que -2 K par km dans une couche d'au moins 2 km d'épaisseur. Elle n'est pas continue et ressemble à un escalier descendant en direction des régions polaires depuis l'équateur. Le passage de la troposphère à la stratosphère est beaucoup plus progressif et imprécis dans les régions polaires. 
La pression atmosphérique au niveau de la tropopause ne dépasse guère 200 hPa et son altitude varie avec la température moyenne dans la troposphère. Ainsi, la tropopause est plus élevée pendant l'été que l'hiver car la température au sol est plus élevée. Pour la même raison, elle varie avec la latitude, allant de 8 km aux pôles à 18 km à l'équateur, avec une altitude moyenne de 11 km.

#### Définition en fonction du tourbillon potentiel
Comme elle se comporte presque comme un plafond (ou plancher) en ce qui concerne la dynamique des basses couches de l'atmosphère, dans les modèles numériques la tropopause est définie comme une cassure de la variation du tourbillon potentiel en fonction de l'altitude. Le tourbillon est de l'ordre de 10-4, la variation de la température potentielle {\displaystyle {d\theta  \over dz}} est de l'ordre de 3 × 10-3 et la masse volumique ρ de l'air à 11 km est 0.3. Le tourbillon ζ est de l'ordre de 10-4 aux latitudes moyennes. Donc le tourbillon potentiel dans les hautes couches de la troposphère est (exprimé en SI) :
{\displaystyle P_{t}={\zeta \|\nabla \theta \| \over \rho }={10^{-4}\times 3\times 10^{-3} \over 0.3}=10^{-6}}
Dans la basse stratosphère, la température est à peu près constante (varie de moins de 2 K par kilomètre) et donc :
{\displaystyle P_{s}={\zeta \|\nabla \theta \| \over \rho }={10^{-4}\times 8\times 10^{-3} \over 0.3}=2.7\times 10^{-6}}
Dans ces conditions, la tropopause est définie comme étant l'altitude z où le tourbillon potentiel est de l'ordre de 2 × 10-6 (ou 2 unités de tourbillon potentiel appelées en anglais potential vorticity unit).

### Tropopause multiple
Si à un niveau plus élevé le gradient de température dépasse 3 °C par km, il est possible d'avoir une seconde zone de tropopause. La séparation entre la troposphère et la stratosphère peut ainsi être multiple à une latitude quelconque et s'effectuer par une série de feuillets quasi-horizontaux dans la verticale. Ce phénomène est plus commun dans les régions à fort contraste thermique horizontal. Dans le cas extrême, les feuillets sont tellement rapprochés qu'ils deviennent indistincts l'un de l'autre et forment une couche très épaisse où la température est uniforme.

## Effets

### Vents

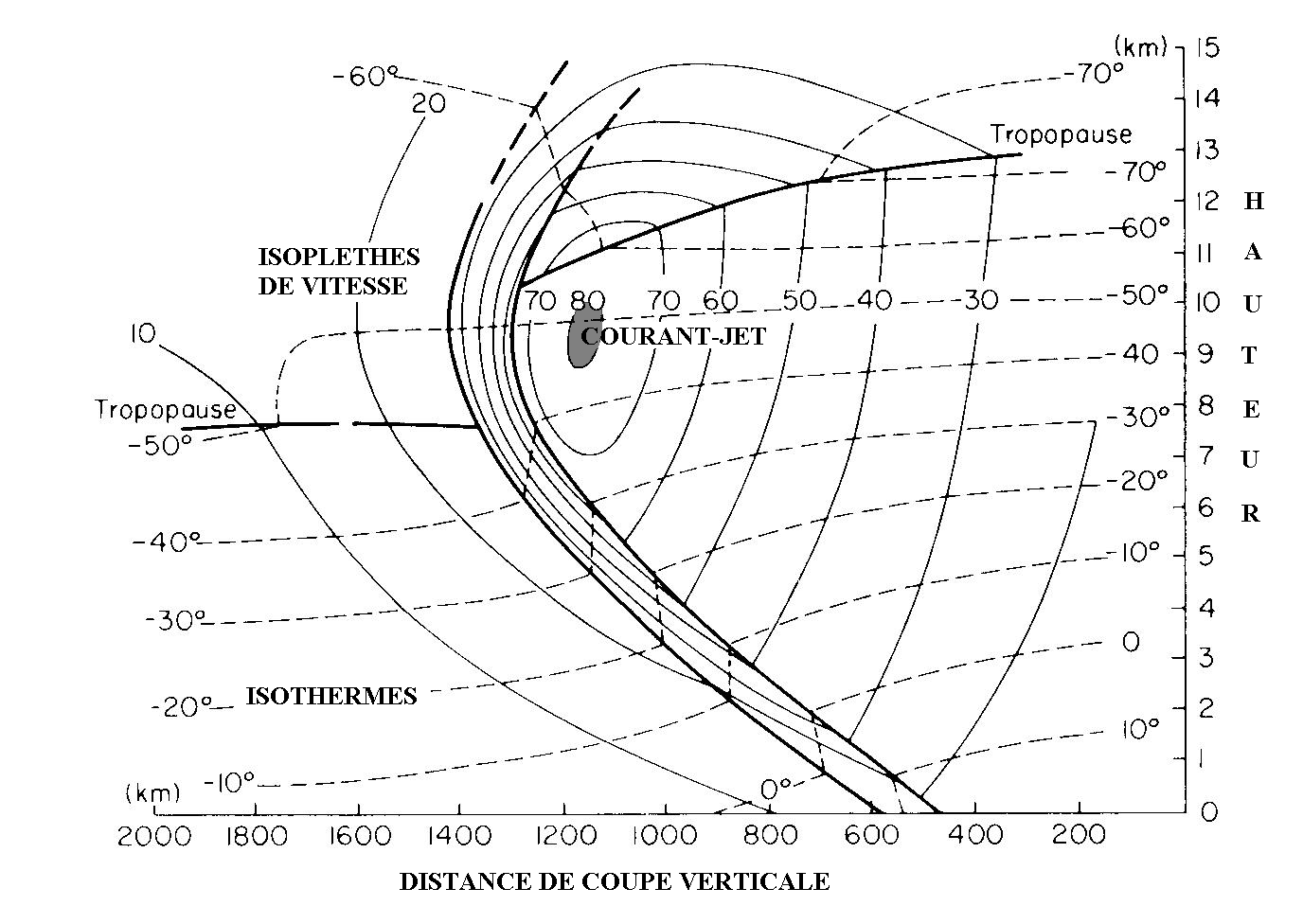
Stratification des températures et des vents sous la tropopause

Le changement de température horizontal dans une zone frontale crée une variation de pression à une altitude donnée. Cette variation augmente avec l'altitude dans la troposphère et est à l'origine de l'augmentation des vents avec l'altitude jusqu'à la tropopause. Par contre, dans la stratosphère la variation s'inverse et le vent diminue. On retrouve donc au niveau de la tropopause les vents maximums de la basse atmosphère que l'on nomme courant-jets.

### Dépressions
La formation de dépressions météorologiques se produit près des zones de divergence en altitude que l'on trouve autour des courants-jets. On retrouve à ces endroits un abaissement de la tropopause qui peut provoquer des tempêtes importantes si l'abaissement est rapide.

## Perméabilité
La tropopause n'est pas une barrière étanche entre deux parties de l'atmosphère. Des expériences in situ ont établi qu'il existe des phénomènes turbulents importants (même par ciel dégagé), induits par le flux de jet, qui permettent des échanges gazeux (ozone) et particulaires (noyaux de condensation) entre la stratosphère et la troposphère. Il existe des plis de la tropopause qui mélangent les deux régions, notamment au voisinage de la zone frontale du courant-jet, là les processus de mélange turbulent sont capitaux en tant que mécanisme d'échange entre stratosphère et troposphère.